# Ателькуза

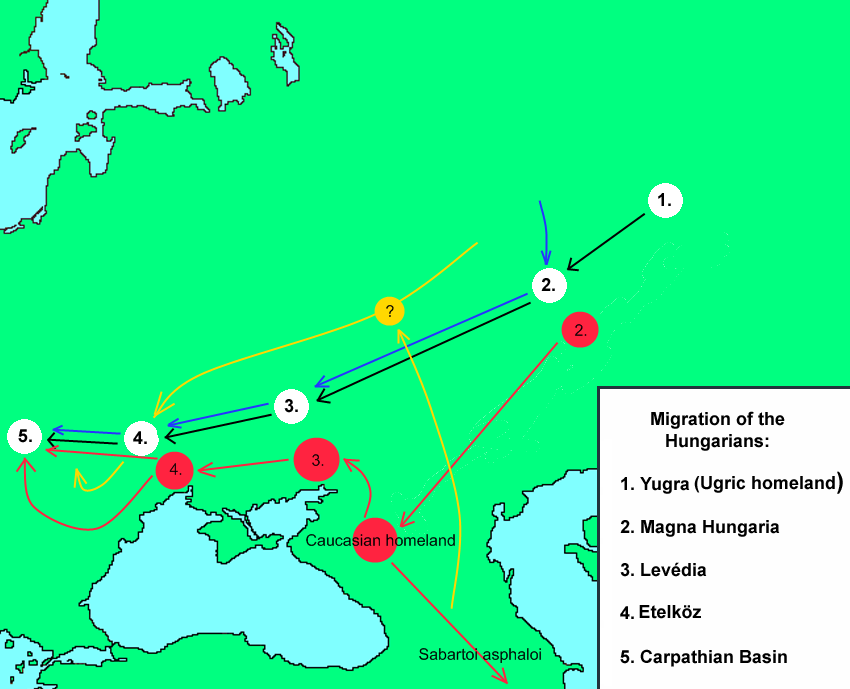
Ймовірні маршрути угорської міграції через південноукраїнські степи. Ателькуза локалізована позначкою 4.

Ательку́за (угор. Etelköz, від грец. Aτελκoυζoυ) — історична область у Північному Причорномор'ї, в межиріччі Дніпра й Дністра, яка наприкінці IX — початку X століття була населена пращурами сучасних угорців — уграми, що мігрували з їх з прабатьківщини в  Приураллі до Паннонії (сучасна Угорщина).

## Географічна і часова локалізація
Конкретне розташування Ателькузи в Причорномор'ї і час її існування є предметом дискусій в сучасній історіографії раннього середньовіччя. Однак, спираючись на праці середньовічних авторів, вчені локалізують Ателькузу на різних етапах її існування півднем сучасної України, Молдови і, можливо, північно-східною частиною Румунії.
|                        | Район                | Роки заселення |
| ---------------------- | -------------------- | -------------- |
| Арміній Вамбері (1895) | між Волгою і Дніпром |                |
| Балінт Хоман (1908)    | між Дніпром і Дунаєм |                |
| Антал Барта (1968)     | між Дунаєм і Дніпром | 820 н. е.      |
| Дьордь Дьорффі (1996)  | дельта Дніпра        | 860 н. е.      |
| Андраш Рона-Таш (1996) | між Дунаєм і Дніпром | 670 н. е.      |

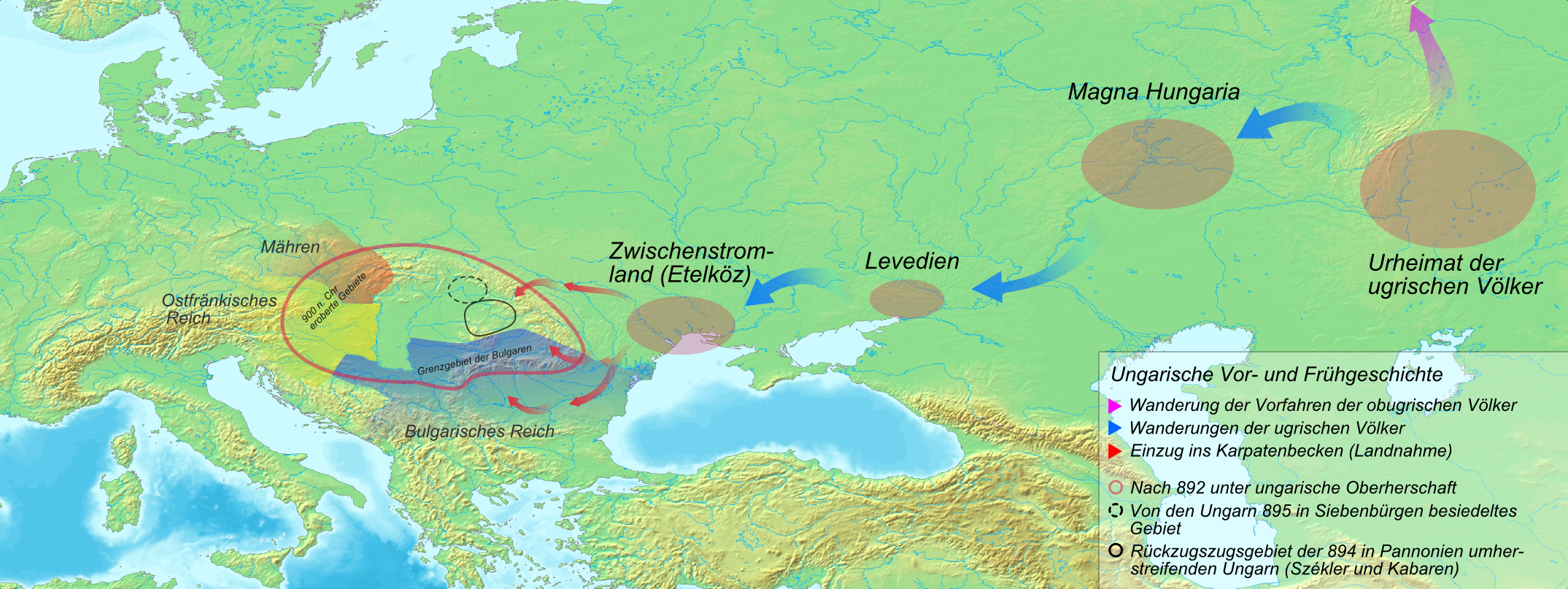
Карта міграції угрів з Уралу в Паннонію через Ателькузу

За однією з версій, у 820-х роках стародавні угри прийшли у пониззя лівого берега Дніпра, яке до того було заселене внутрішніми булгарами. Пізніше, під натиском печенігів, вони мігрували на правий берег, в межиріччя Дніпра і Дунаю. У 895 році печеніги, уклавши союз з болгарським царем Симеоном, вторглися і спустошили Ателькузу. Переконавшись, що їм вже не впоратися з печенігами, мадярська орда, пішла повз Київ на захід. Літописець так описував цю подію: 
|  | У лѣто 6406. Ідоша вугрі повз Киевь горою, еже ся зоветь нинѣ Угорьское, і пришедше Кь Днѣпру, сташа вежами; бѣша бо ходячи, яко і половці. І прийшовши від в'стока і устремішася черес’ гори велікия, іже прозвашася гори Угорьския, і почата воевати на живе ту… |

Покинувши Ателькузу, на довго не зупиняючись на теренах Київської Русі, угорські племена рушили далі через Карпати в Подунав'я до Паннонії.